# Potpuno upravljanje kvalitetom
Potpuno upravljanje kvalitetom (eng. Total Quality Management, TQM) je pristup upravljanju koji podrazumijeva dugoročnu orijentaciju ka trajnom poboljšanju kvalitete koja će zadovoljiti i premašiti očekivanja kupaca. 
TQM je zapravo jednostavno učinkovito upravljanje koje zahtijeva potpuno sudjelovanje svih zaposlenika na svim organizacijskim razinama i smatra se načinom organizacijskog života.
W. Edwards Deming (en) je najzaslužniji za razvoj TQM-a.
TQM nije samo ograničen na poduzeća nego se može koristiti i u Vladi te ostalim državnim organima.

## Što je potrebno da bi TQM funkcionirao?
1. Odlučnost uprave da se orijentira na kvalitetu kao konkurentsku prednost i da TQM postane način organizacijskog života.
2. Aktivna participacija svih zaposlenika na svim organizacijskim razinama.
3. Suradnja dobavljača da bi proces bio u potpunosti učinkovit.
4. Naglasak na trajnom obrazovanju i razvijanju vještina → organizacija koja uči.
5. Timski rad
6. Prikupljanje podataka, vrjednovanje i povratna veza pomoću koje se uspostavljaju programi poboljšanja.

## Rezultati TQM-a
- veće zadovoljstvo kupaca
- manji broj škarta → veća proizvodnost
- manji troškovi → veća profitabilnost

## Razlika TQM-a i ISO standarda
Pošto se i TQM i ISO standardi povezuju s kvalitetom važno je istaknuti bitne razlike između ta dva pojma. ISO standardi služe za uklanjanje nekvalitete, tj. nekvalitetnih proizvoda, dok TQM ima zadatak unaprijediti kvalitetu iznad očekivanja kupaca i stalno težiti ka poboljšanju.

## Usporedba TQM-a i tradicionalnog pristupa
| Tradicionalni pristup                           | TQM                                              |
| ----------------------------------------------- | ------------------------------------------------ |
| Kvaliteta je tehničko pitanje                   | Kvaliteta je strateško pitanje                   |
| Visoka kvaliteta troši novac                    | Visoka kvaliteta štedi novac                     |
| Odgovornost je na odjelu za kvalitetu           | Odgovornost je na svakome u organizaciji         |
| Cilj je zadovoljiti zahtjeve                    | Cilj je neprekidno poboljšavanje                 |
| Kvaliteta se mjeri prosječnom razinom kvalitete | Kvaliteta se mjeri zero defects - nula pogrešaka |
| Naglasak je na pronalaženju grešaka             | Naglasak je na preventivnom djelovanju           |
| Kvalitetu definira organizacija                 | Kvalitetu definira korisnik                      |

## Vanjske poveznice
Članci i radovi povezani s kvalitetom  Arhivirana inačica izvorne stranice od 8. veljače 2007. (Wayback Machine)
TQM  Arhivirana inačica izvorne stranice od 3. srpnja 2014. (Wayback Machine)
Principi TQM-a